# Любешка (приток Днестра)
Любешка (укр. Любешка) — река в Стрыйском районе Львовской области, Украина. Правый приток Днестра (бассейн Чёрного моря).
Длина реки 22 км, площадь бассейна 52 км². Река равнинного типа. Долина широкая, неглубокая. Пойма двусторонняя. Русло слабоизвилистое.
Берёт начало южнее посёлка городского типа Дашава. Течёт преимущественно на северо-восток и восток. Впадает в Днестр к северо-востоку от села Любша.
На реке расположены сёла Новое Село, Облазница, Жировское, Антоновка, Мазуровка, Любша.